# تاز: تحت تعقیب
تاز: تحت تعقیب (به انگلیسی: Taz: Wanted) یک بازی ویدئویی در ژانر ماجراجویی و سکوبازی است که توسط شرکت آتاری اس ای (اینفورگرامرز سابق) در سال ۲۰۰۲ میلادی که بر اساس یکی شخصیت های لونی تونر (شیطان تاسمانی) برای کنسول پلی استیشن ۲، نینتندو گیم کیوب، مایکروسافت ویندوز و ایکس باکس منتشر شد. بازیکن در این بازی در نقش تاز، وظیفه دارد که در ۱۱ مرحله، پوسترهای تحت تعقیب از او در مکان های مختلف از جمله جنگل، شهر و بیابان را از بین ببرد. شخصیت های دیگری از سری لونی تونز از جمله دافی داک، یوسمیت سام، سیلوستر، توئیتی و کایوت به صورت فرعی در این بازی حضور دارند.

## بازخوردها
| گردآورنده  | امتیاز                                             |
| ---------- | -------------------------------------------------- |
| گیم‌رنکینگز | (PS2) 64.27% (PC) 62.83% (Xbox) 60.11% (GC) 53.86% |
| متاکریتیک  | (PS2) 65/100 (Xbox) 62/100 (GC) 61/100 (PC) 58/100 |

| ناشر                   | امتیاز                                             |
| ---------------------- | -------------------------------------------------- |
| آل‌گیم                  | [ ۹ ]                                              |
| گیم‌اسپات               | (PC) 5.1/10 5/10                                   |
| گیم‌زون                 | 7.2/10 (PS2) 7/10 (Xbox) 6.9/10                    |
| آی‌جی‌ان                 | (PS2) 6.7/10 (Xbox) 6.5/10 (PC) 6.2/10 (GC) 5.7/10 |
| مجله ان‌جی‌سی            | 52%                                                |
| نینتندو پاور           | 3/5                                                |
| اوپی‌ام (ایالات متحده)  | [ ۲۲ ]                                             |
| اواکس‌ام (ایالات متحده) | 5.6/10                                             |
| پی‌سی زون               | 66%                                                |
| ایکس پلی               | [ ۲۵ ]                                             |

این بازی توسط منتقدان نقد های متوسط و مثبت دریافت کرد که از دوربین گیج کننده و گیم پلی نسبتا تکراری انتقاد کردند اما گرافیک و افکت های کارتونی را تحسین کردند.